# Adultcon
Adultcon — американская выставка, на которой отмечаются достижения в области порнографии и порнофильмов. Она проводится 3 раза в год, причём 2 встречи проходят в Лос-Анджелесе, штат Калифорния (как правило в Los Angeles Convention Center) и одна встреча проходит в Лас-Вегасе, штат Невада. Мероприятие было первый раз проведено в 2001 году и с 2004 года носит неофициальное название события № 1 в области кино для взрослых.
В 2007 году на выставке были вручены премии Adultcon Awards show. Планировалось провести такое же награждение в 2008 году, однако это не осуществилось.

## Разногласия
В июле 2011 года было объявлено, что Adulcton в 2012 году не будет дважды проводиться в Лос-Анджелесе, так как на один конференц-зал претендовали одновременно две конкурирующие выставки.